# 小笠原貞春
小笠原 貞春（おがさわら さだはる、生没年不詳）は、江戸時代前期の武術家。通称は内左衛門、内記。

## 経歴・人物
高木昌秀に建孝流槍術を学び、工夫を加え覚天流を興す。加賀藩主の前田利常に仕えた。門人に蘆谷言真、虎尾孫兵衛らがいる。